# Ernesto Allason
Ernesto Allason (Torino, 1822 – Torino, 1º marzo 1869) è stato un pittore italiano.

## Biografia
Ernesto Allason studiò legge, laureandosi ma coltivando sempre la passione per l'arte. Nel 1843 s'iscrive all'Accademia Albertina diventando allievo di Carlo Piacenza pittore "paesista". Fin dal 1848 espone regolarmente alla Società Promotrice delle belle arti di Torino come Edoardo Perotti e dal 1863 al 1867 presenta i suoi lavori anche al Circolo degli Artisti di Torino.
Molti suoi quadri saranno dedicati alle vallate alpine. Le sue opere sono disperse in varie collezioni private ma Primavera (1865) e Valle dell'Orco (1867) si possono ammirare nelle sale del Galleria d'Arte Moderna di Torino.
Allason è ricordato anche perché fu professore di pittura della giovane Margherita di Savoia.